# Tiếng Đức
Tiếng Đức (Deutsch [ˈdɔʏtʃ] ⓘ) là một ngôn ngữ German Tây được sử dụng chủ yếu tại Trung Âu. Đây là ngôn ngữ chính thức tại Đức, Áo, Thụy Sĩ, Nam Tyrol (Ý), cộng đồng nói tiếng Đức tại Bỉ, và Liechtenstein; đồng thời là một trong những ngôn ngữ chính thức tại Luxembourg và tỉnh Opolskie của Ba Lan. Những ngôn ngữ lớn khác có quan hệ với tiếng Đức gồm những ngôn ngữ thuộc nhánh Tây German khác, như tiếng Afrikaans, tiếng Hà Lan, và tiếng Anh. Đây là ngôn ngữ German phổ biến thứ nhì trên thế giới, chỉ sau tiếng Anh.
Là một trong những ngôn ngữ lớn trên thế giới, tiếng Đức có khoảng 95 triệu người bản ngữ trên toàn cầu và là ngôn ngữ có số người bản ngữ lớn nhất Liên minh châu Âu. Tiếng Đức cũng là ngoại ngữ được dạy phổ biến thứ ba ở Hoa Kỳ (sau tiếng Tây Ban Nha và tiếng Pháp) và EU (sau tiếng Anh và tiếng Pháp), ngôn ngữ được sử dụng nhiều thứ nhì trong khoa học và ngôn ngữ được sử dụng nhiều thứ ba trên Internet (sau tiếng Anh và tiếng Nga). Các quốc gia nói tiếng Đức đứng thứ năm về số đầu sách mới xuất bản hàng năm, với một phần mười số sách trên thế giới (gồm e-book) phát hành bằng tiếng Đức.
Đa phần từ vựng tiếng Đức có gốc German. Một phần được vay mượn từ tiếng Latinh và tiếng Hy Lạp, và một ít từ hơn mượn từ tiếng Pháp và tiếng Anh. Với những dạng chuẩn khác nhau (tiếng Đức chuẩn Đức, tiếng Đức chuẩn Áo, và tiếng Đức chuẩn Thụy Sĩ), tiếng Đức là một ngôn ngữ đa tâm. Như tiếng Anh, tiếng Đức cũng đáng chú ý vì số lượng phương ngữ lớn, với nhiều phương ngữ khác biệt tồn tại trên thế giới. Do sự không thông hiểu lẫn nhau giữa nhiều "phương ngữ" và tiếng Đức chuẩn, và sự thiểu thống nhất về định nghĩa giữa một "phương ngữ" và "ngôn ngữ", nhiều dạng hay nhóm phương ngữ tiếng Đức (như Hạ Đức và Plautdietsch) thường được gọi là cả "ngôn ngữ" và "phương ngữ".

## Tình trạng
Phân bố xấp xỉ của người bản ngữ tiếng Đức (khoảng 95 triệu) toàn cầu.
Do sự hiện diện của kiều dân Đức, cũng như việc tiếng Đức là ngoại ngữ phổ biến thứ ba ở cả Hoa Kỳ và EU cùng những yếu tố khác, người nói tiếng Đức hiện diện tại tất cả các châu lục. Về số người nói trên toàn cầu, sự ước tính luôn bị ảnh hưởng bởi việc thiếu nguồn thông tin xác thực và chắc chắn. Thêm vào đó, việc thiếu thống nhất giữa "ngôn ngữ" hay "phương ngữ" (vì lý do chính trị hay ngôn ngữ học) càng gây thêm khó khăn trong tính toán. Dựa trên việc gộp vào hay loại ra một vài dạng ngôn ngữ nhất định, ước tính rằng có khoảng 90–95 triệu người nói tiếng Đức như ngôn ngữ thứ nhất, 10–25 triệu người nói như ngôn ngữ thứ hai, và 75–100 triệu người nói như một ngoại ngữ. Như vậy, tổng cộng có chừng 175–220 triệu người nói tiếng Đức toàn cầu.

## Ngữ pháp
Tiếng Đức là một ngôn ngữ hòa kết (ngôn ngữ biến tố), với ba giống: đực, cái, và trung.

### Biến tố danh từ

Các mạo từ hạn định tiếng Đức (tương đương với "the" tiếng Anh).

Danh từ được chia theo cách, giống, và số.
- Bốn cách: danh cách (cách chủ ngữ, cách tên), đối cách (cách trực bổ), sở hữu cách (cách sở hữu) và tặng cách (cách cho, cách tặng).
- Ba giống: đực, cái và trung. Đuôi từ có thể cho biết giống: ví dụ, những danh từ kết thúc bằng -ung, -schaft, -keit hay heit là giống cái, danh từ kết thúc bằng -chen hay -lein là giống trung và danh từ kết thúc bằng -ismus là giống đực. Số danh từ còn lại khó đoán định hơn, đôi khi phụ thuộc vào vùng miền; và nhiều đuôi không bị giới hạn vế giống, ví dụ -er: Feier (giống cái), bữa tiệc, buổi kỷ niệm, Arbeiter (giống đực), người lao động, và Gewitter (giống trung), dông bão.
- Hai số: ít và nhiều.

Mức độ biến tố này ít hơn đáng kể so với tiếng Latinh, tiếng Hy Lạp cổ đại, và tiếng Phạn, và cũng phần nào ít hơn so với tiếng Anh cổ, tiếng Iceland và tiếng Nga. Với ba giống và bốn cách, cộng với số nhiều, có 16 loại danh từ theo giống, số và cách, nhưng chỉ có sáu mạo từ hạn định. Ở danh từ, sự biến tố là nhất thiết đối với từ giống đức mạnh và trung số ít. Tuy nhiên, sở hữu cách và tặng cách đang dần bị mất đi trong đối thoại thông tục. Đuôi danh từ biến cách cho bị xem là "lỗi thời" trong nhiều trường hợp và thường bị bỏ đi, nhưng vẫn còn trong tục ngữ, trong lối nói trang trọng và khi viết. Danh từ giống đực yếu dùng chung một đuôi danh từ trong đối cách, tặng cách và sở hữu cách ở số ít. Danh từ giống cái không biến cách ở số ít. Từ số nhiều có biến tố tặng cách. Tổng cộng, bảy đuôi biến tố (không tính phần chỉ số nhiều) hiện diện trong tiếng Đức: -s, -es, -n, -ns, -en, -ens, -e.
Trong chính tả tiếng Đức, danh từ và đa số các từ có chức năng cú pháp với danh từ được viết hoa ký tự đầu (Am Freitag gehe ich einkaufen – "Vào thứ sáu tôi đi mua sắm.").

### Biến tố động từ
Các yếu tố ảnh hưởng đến động từ tiếng Đức là:
- Hai lớp chia động từ chính: yếu và mạnh. Thêm vào đó, có một lớp thứ ba, gọi là "động từ hỗn hợp", với cả đặc điểm của động từ yếu và mạnh.
- Ba ngôi: thứ nhất, thứ hai và thứ ba.
- Hai số: số ít và số nhiều.
- Ba trạng: trạng trình bày, trạng mệnh lệnh và trạng cầu khẩn
- Hai dạng: chủ động và bị động. Dạng bị động dùng động từ hỗ trợ và được chia thành tĩnh và động. Dạng tĩnh dùng động từ to be (sein). Dạng động dùng động từ "to become (werden).
- Hai thì không có động từ hỗ trợ (thì hiện tại và thì quá khứ) và bốn thì với động từ hỗ trợ (thì hiện tại hoàn thành, thì quá khứ hoàn thành, thì tương lai và thì tương lai hoàn thành).

### Tiền tố động từ
Ý nghĩa của động từ có thể được mở rộng và thay đổi bởi việc sử dụng tiền tố. Ví dụ tiền tố zer- chỉ sự phá hủy, như zerreißen (xé rách ra), zerbrechen (đập vỡ ra), zerschneiden (cắt ra). Một số tiền tố khác chỉ mang ý nghĩa mơ hồ nào đó; ver- đi cùng một số lớn động từ với ý nghĩa đa dạng, versuchen (thử) từ suchen (tìm kiếm), vernehmen (dò hỏi) từ nehmen (lấy), verteilen (phân bổ) từ teilen (chia sẻ), verstehen (hiểu) từ stehen (đứng).

## Nhận xét
Tiếng Đức là ngôn ngữ có sự khác biệt mạnh giữa ngôn ngữ nói và ngôn ngữ viết. Ngôn ngữ viết sử dụng rất nhiều cấu trúc mệnh đề quan hệ nhúng nhưng nó gần như không bao giờ được sử dụng trong giao tiếp hàng ngày. Trong giao tiếp hàng ngày, mệnh đề quan hệ con (hay còn gọi là câu phụ, nebensatz) hay được sử dụng và luôn luôn được nói kèm với từ quan hệ. Việc giản lược bất kỳ các cấu trúc ngữ pháp nào kể cả trong văn phong nói (chẳng hạn giản lược từ quan hệ như trong tiếng Anh) cũng đều bị coi là sai ngữ pháp.
Cụm danh từ ghép lúc nào cũng được viết liền nhau và giống như tiếng Anh, tiếng Trung, tiếng Nga,..., nó được sắp xếp ngược (stacked backward). Ví dụ:
Xô: Eimer
Nước: Wasser
=> Xô nước: Wassereimer.